# Albert Meyong Ze
Albert Meyong Ze est un footballeur international camerounais né le 19 octobre 1980 à Yaoundé évoluant au poste d'attaquant.
Albert Meyong passe la majeure partie de sa carrière au Portugal, jouant plus de 200 en 12 saisons de Liga ZON Sagres. Il évolue principalement au Vitória Setúbal et au SC Braga. Avec l'équipe du Cameroun olympique, il remporte la médaille d'or aux Jeux olympiques de Sidney de 2000. Il est également sélectionné pour participer à la Coupe d'Afrique des nations 2006 avec le Cameroun.

## Carrière
Le samedi 24 novembre 2012, il inscrit un coup du chapeau et fait de lui le meilleur buteur de la liga sagres avec la bagatelle de 9 buts en 10 rencontres.

## Palmarès
- Médaille d'or aux Jeux olympiques de 2000 avec l'[[équipe du Cameroun de

football|équipe du Cameroun]].
- vainqueur des jeux Africains en 1999.
- Meilleur buteur du Championnat du Portugal lors de la saison 2005-2006 avec 17 buts.
- vainqueur de la coupe du portugal en 2005 .
- Meilleur buteur de la coupe du Portugal en 2005 (4 buts).
- Vainqueur de la coupe intertoto en 2008.
- finaliste de l'europa league en 2011.
- meilleur buteur du championnat camerounais en 1998.
- champion d'Angola en 2013 et vainqueur de la supercoupe d'Angola en 2014.
- trois fois meilleur buteur du championnat Angolais en 2013 (20) 2014(17) 2015 (13).

## Statistiques
| Saison    | Club                  | Championnat      | Championnat | Championnat | Coupes nationales | Coupes nationales | Compétitions continentales | Compétitions continentales |
| Saison    | Club                  | Division         | M           | B           | M                 | B                 | M                          | B                          |
| --------- | --------------------- | ---------------- | ----------- | ----------- | ----------------- | ----------------- | -------------------------- | -------------------------- |
| 1998-1999 | Ravenne Football Club | Serie B          | 7           | 2           | -                 | -                 | -                          | -                          |
| 1999-2000 | Vitoria Setubal       | Liga ZON Sagres  | 9           | 2           | 0                 | 0                 | -                          | -                          |
| 2000-2001 | Vitoria Setubal       | Liga ZON Sagres  | 0           | 0           | 0                 | 0                 | -                          | -                          |
| 2001-2002 | Vitoria Setubal       | Liga ZON Sagres  | 22          | 13          | 0                 | 0                 | -                          | -                          |
| 2002-2003 | Vitoria Setubal       | Liga ZON Sagres  | 24          | 7           | 0                 | 0                 | -                          | -                          |
| 2003-2004 | Vitoria Setubal       | Liga ZON Sagres  | 33          | 20          | 4                 | 1                 | -                          | -                          |
| 2004-2005 | Vitoria Setubal       | Liga ZON Sagres  | 33          | 11          | 4                 | 4                 | -                          | -                          |
| 2005-2006 | CF Belenenses         | Liga ZON Sagres  | 26          | 17          | 1                 | 0                 | -                          | -                          |
| 2006-2007 | Levante UD            | Liga BBVA        | 11          | 1           | 0                 | 0                 | -                          | -                          |
| 2007-2008 | Levante UD            | Liga BBVA        | 1           | 0           | 0                 | 0                 | -                          | -                          |
| 2007-2008 | → Albacete Balompie   | Segunda Division | 13          | 0           | -                 | -                 | -                          | -                          |
| 2008      | → CF Belenenses       | Liga ZON Sagres  | 1           | 1           | 0                 | 0                 | -                          | -                          |
| 2008-2009 | Sporting Braga        | Liga ZON Sagres  | 19          | 8           | 2                 | 1                 | 10                         | 5                          |
| 2009-2010 | Sporting Braga        | Liga ZON Sagres  | 29          | 11          | 5                 | 0                 | 2                          | 1                          |
| 2010-2011 | Sporting Braga        | Liga ZON Sagres  | 4           | 2           | 4                 | 1                 | 9                          | 0                          |
| 2011-2012 | Sporting Braga        | Liga ZON Sagres  | 3           | 0           | 0                 | 0                 | 1                          | 0                          |
| 2012      | Vitoria Setubal       | Liga ZON Sagres  | 9           | 3           | 2                 | 0                 | -                          | -                          |
| 2012-2013 | Vitoria Setubal       | Liga ZON Sagres  | 13          | 13          | 4                 | 4                 | -                          | -                          |